# Rolando dè Capelluti
Ne doit pas être confondu avec Rolando da Parma.
Rolando dè Capelluti connu aussi comme Rolando Capelluti né à Parme vers 1430 et mort en cette même ville après 1480 est un médecin italien actif au XVe siècle.

## Biographie
Rolando Capelluti est le fils de Rinaldo, lui aussi médecin. Il s'attribue l'appellation Chrysopolitanus  afin de se distinguer du chirurgien actif au XIIIe siècle qui portait le même nom Rolando Capelluti et qu'il considérait comme étant le fondateur de la lignée.
Après avoir obtenu le doctorat de médecine, Rolando s'inscrit à l'ordre des chirurgiens du collège médical de Parme, exerçant la profession de médecin à Parme et ses environs, préférant les soins médicinaux à la chirurgie.
En outre, il montrait de l'intérêt envers la philosophie, se définissant parfois lui-même « philosophe ».
En 1468, pendant l'épidémie  de peste Rolando Capelluti, absent de Parme rentre au pays aussitôt informé et contribua aux soins nécessaires, préparant lui-même des remèdes et médicaments estimés efficaces. Il rédigea un traité sur le sujet conservé en deux versions par la Biblioteca Palatina de Parme : Tractatus brevis et pulcher de regimine pestis et Tractatus de curatione pestiferorum apostematum. La seconde rédaction a été republiée à diverses reprises à partir de la première édition de Rome publiée en 1475,.
Il a écrit aussi des recettes, aphorismes, proverbes relatifs à la profession de médecin, un bref traité contenant neuf préceptes pour le soin de l'otite, quelques Philosophica problemata et Tractatus de dialectica secundum s. Isidorum extractus a suo De ethimologiis resté inachevé.
L'année de sa mort est inconnue, mais il était encore en vie en à Parme 1480. En effet, pendant cette année un Magister Rolandus Capellutus il est noté comme faisant partie du Conseil des anciens de la ville de Parme mais il pourrait avoir été confondu avec un autre Rolando Capelluti di Parma, fils de Dionigi Capelluti.

### Crédits de traduction
- (it) Cet article est partiellement ou en totalité issu de l’article de Wikipédia en italien intitulé « Rolando dè Capelluti » (voir la liste des auteurs).